# Переломник великий
Переломник великий (Androsace maxima) — вид рослин родини первоцвітові (Primulaceae), поширений у Європі, Азії й Північній Африці.

## Опис
Однорічна трава 10–15 см заввишки. Зубці чашечки довші за її трубочки, трубочка чашечки напів-куляста, при плодах розростається. Квітконіжки неоднакові, майже такої ж довжини, як листочок покривала. Листки яйцеподібні або широколанцетні.

## Поширення
Поширений у Європі, Азії й Північній Африці.
В Україні вид зростає в степу, на кам'янистих схилах, крейді й у посівах — в Степу звичайний; у Криму й Лісостепу рідше; іноді заноситься на північ залізницями.

## Галерея

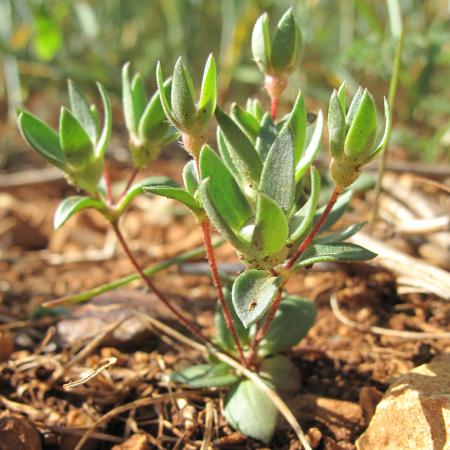
рослина
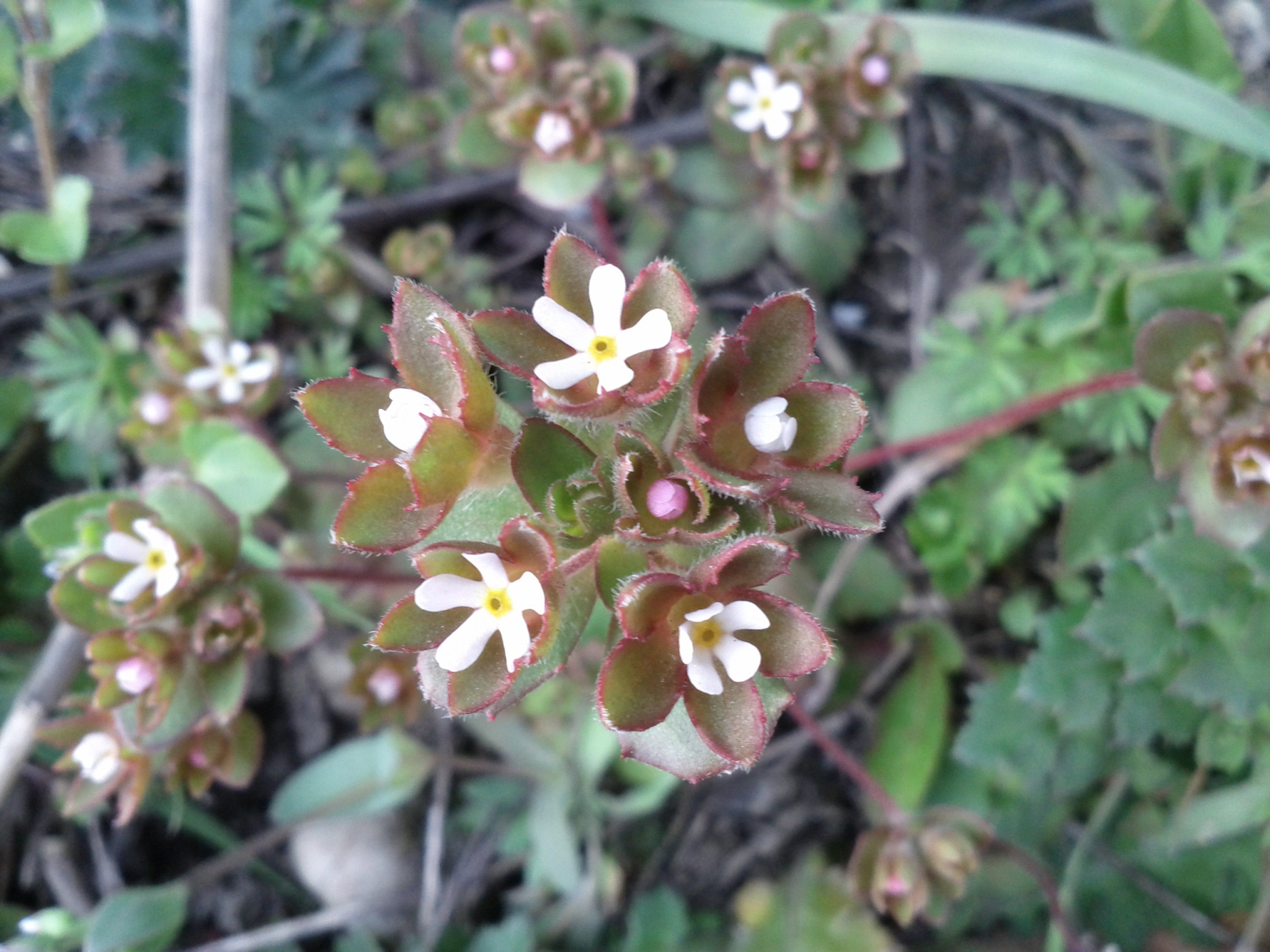
квіти
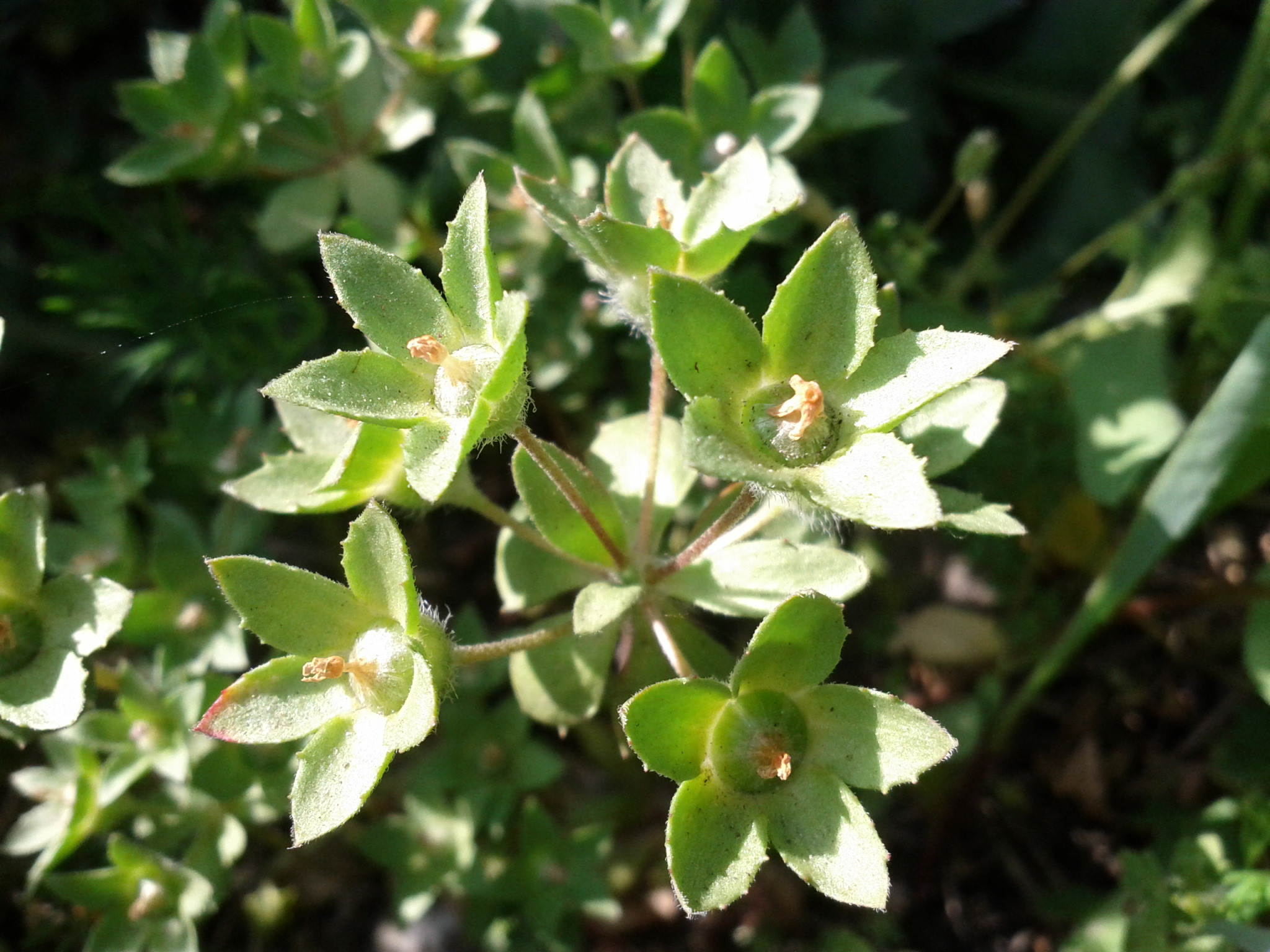
плоди
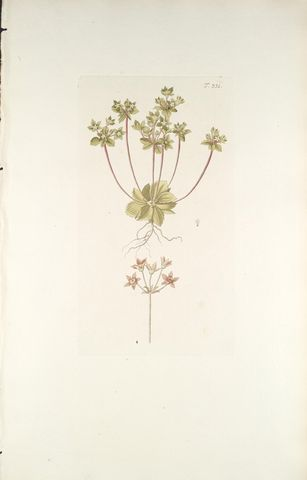
ілюстрація